# Jin Jiang (vattendrag i Kina, Jilin)
Jin Jiang är ett vattendrag i Kina. Det ligger i provinsen Jilin, i den nordöstra delen av landet, omkring 290 kilometer sydost om provinshuvudstaden Changchun.
Genomsnittlig årsnederbörd är 1 061 millimeter. Den regnigaste månaden är juli, med i genomsnitt 286 mm nederbörd, och den torraste är januari, med 13 mm nederbörd.